# Риксансар
Риксанса́р (фр. Rixensart, валлон. Ricsinsåt) — коммуна в Валлонии, расположенная в провинции Валлонский Брабант, округ Нивель. Принадлежит Французскому языковому сообществу Бельгии. На площади 17,54 км² проживают 21 355 человек (плотность населения — 1217 чел./км²), из которых 47,55 % — мужчины и 52,45 % — женщины. Средний годовой доход на душу населения в 2003 году составлял 15 743 евро.
Почтовые коды: 1330—1332. Телефонный код: 02.